# Bob Dandridge
Robert L. Dandridge Jr. (* 15. November 1947 in Richmond, Virginia) ist ein ehemaliger US-amerikanischer Basketballspieler. Er spielte auf der Position des Small Forwards von 1969 bis 1981 in der NBA.

## College
Von 1966 bis 1969 spielte Dandridge für die Norfolk State University, die er ab 1965 besuchte. Freshmen im ersten Studienjahr waren damals lediglich im Freshman-Team spielberechtigt.

## Milwaukee Bucks
In der NBA-Draft 1969 wurde er in der vierten Runde an insgesamt 45. Stelle von den Milwaukee Bucks ausgewählt, für die er die ersten acht Jahre seiner Profikarriere aktiv war. Bereits im ersten Jahr kam er im Schnitt auf über 30 Minuten Einsatzzeit, die er für 13,2 Punkte und 7,7 Rebounds nutzte. Milwaukee erreichte Platz 2 in der Eastern Division und scheiterte in den Division Finals an den Philadelphia 76ers. Dandridge wurde ins All-Rookie First Team berufen. In der Saison 1970/71 steigerte er sich auf 18,4 Punkte bei 8 Rebounds pro Spiel und war damit eine wichtige Stütze für das Team. Die Bucks um Kareem Abdul-Jabbar und Oscar Robertson spielten jetzt in der Western Conference und dominierten diese eindeutig. Das Team erreicht die NBA Finals und sicherte sich mit einem 4:0 gegen die Baltimore Bullets die erste Meisterschaft der Franchise.
Im Folgejahr konnten Dandridge und die Bucks ihre Leistungen bestätigen und schlossen die Saison als zweitbestes Team im Westen hinter den Los Angeles Lakers ab, denen man dann in den Conference Finals unterlag. In der Saison 1972/73 erzielte Bob Dandridge mit 20,2 Punkten pro Spiel einen neuen Karrierebestwert. Als Würdigung seiner Leistung wurde er erstmals zum All-Star Game eingeladen. Milwaukee schloss die Saison als bestes Team im Westen ab, verlor aber bereits in der ersten Runde der Playoffs gegen die Golden State Warriors. Auch in der Saison 1973/74 waren die Bucks das beste Team im Westen. Diesmal zog man souverän in die Finals ein. Dort unterlag man den Boston Celtics denkbar knapp mit 3:4. Dabei gelang es den Bucks zwei der drei Spiele in Boston zu gewinnen, man verlor aber drei der vier Heimspiele. Nach dieser Finalniederlage beendete der 35-jährige Oscar Robertson seine Karriere und mit Lucius Allen wechselte ein Schlüsselspieler zu den Los Angeles Lakers. Damit wuchs die Verantwortung für Bob Dandridge. Dieser wurde für seine persönlichen Leistungen zwar in den Saisons 1974/75 und 1975/76 erneut zum All-Star Game gewählt, die Bucks verpassten jedoch nach fünf Jahren mit mindestens 56 in der Saison 1974/75 mit nur 38 Erfolgen klar die Playoffs. Dandridge verursachte mit 330 persönlichen Fouls mehr als jeder andere Spieler im selben Jahr. Nach der Saison ging auch Kareem Abdul-Jabbar zu den Lakers, so dass Dandridge nun mit 21,5 Punkten pro Spiel zum Topscorer wurde, unterstützt von Brian Winters und Elmore Smith. In der Saison kam man erneut nur auf 38 Siege, die im schwachen Westen aber für die Playoffs reichten. Dort scheiterte man in der ersten Runde an den Detroit Pistons. In der Saison 1976/77 wurde mit nur 30 Siegen der elfte und letzte Platz im Westen erreicht.

## Washington Bullets
Am 16. August 1977 wurde Dandridge als „Veteran Free Agent“ von den Washington Bullets verpflichtet. Milwaukee erhielt eine Ausgleichszahlung. Dort wurde Dandridge in der Saison 1977/78 neben Elvin Hayes und Wes Unseld zum wichtigsten Spieler. Die Bullets kamen mit 43 Siegen auf Platz 3 im Osten. Sie erreichten die Finals und setzten sich dort in sieben Spielen gegen die Seattle SuperSonics durch. Damit konnte Bob Dandridge die zweite Meisterschaft seiner Karriere feiern. In der Saison 1978/79 wurde er für 20,4 Punkte pro Spiel mit seiner vierten und letzten All-Starnominierung belohnt. Zusätzlich wurde er das erste und einzige Mal ins All NBA Second Team und ins NBA All-Defensive Team berufen. Washington konnte mit 54 Siegen die Eastern Conference gewinnen, scheiterte in den Finals aber mit 1:4 am Vorjahresgegner aus Seattle. In der Saison 1979/80 kam Dandridge verletzungsbedingt nur auf 45 Einsätze und verpasste die Erstrundenniederlage gegen die Philadelphia 76ers. In der nächsten Saison ließen die Verletzungen nur noch 23 Einsätze zu und er kam lediglich auf 10 Punkte pro Spiel.

## Karriereende
Am 2. November 1981 kehrte Dandridge noch einmal zu den Milwaukee Bucks zurück. Die Bullets erhielten als Ausgleich für die Verpflichtung als „Veteran Free Agent“ einen Fünftrunden-Draftpick der Bucks. Drei Wochen nach seiner Verpflichtung wurde er von Milwaukee nach elf Spielen entlassen und beendete daraufhin seine Karriere.
Am 16. Mai 2021 wurde bekanntgegeben, dass Dandridge in die Naismith Memorial Basketball Hall of Fame aufgenommen wird.

## Auszeichnungen und Rekorde
In 839 NBA Spielen der regulären Saison erzielte Dandridge 15.530 Punkte, holte 5.715 Rebounds und leitete mit 2.846 Assists Punkte seiner Mitspieler ein. Pro Spiel entspricht das 18,5 Punkten, 6,8 Rebounds und 3,4 Assists. In Playoffspielen kam er auf 20,1 Punkte, 7,7 Rebounds und 3,7 Assists. Er gewann zwei Mal die NBA-Meisterschaft, wurde vier Mal zum All-Star Game eingeladen, je einmal ins All NBA Second Team und ins NBA All-Defensive Team gewählt sowie in seiner ersten Saison ins NBA All-Rookie Team. Zu seinen Ehren haben die Milwaukee Bucks seine Trikotnummer 10 von der Wiedervergabe ausgeschlossen.